# Rivière Notakwanon
La rivière Notakwanon est un fleuve de 150 km de long situé à l'est de la péninsule du Québec-Labrador, au Labrador dans la province canadienne de Terre-Neuve-et-Labrador.
L'ensemble fluvial de la rivière Notakwanon est un des plus longs du nord de la sous-province du Labrador.
La longueur totale est d'environ 237 km depuis la source la plus lointaine de la branche mère (55° 26′ 00″ N, 63° 39′ 56″ O).

## Toponymie
Le nom Notakwanon vient de l'innu-aimun.
La rivière se nomme Nutakuanan-shipu en innu-aimun.

## Description
La branche mère de la rivière Notakwanon prend sa source à proximité immédiate de la frontière entre le Québec et Terre-Neuve-et-Labrador, dans un étang situé à environ 595 mètres d'altitude (55° 26′ 00″ N, 63° 39′ 56″ O) sur une colline atteignant environ 610 mètres d'altitude.
Le cours d'eau est au départ un petit ruisseau se dirigeant vers l'est en drainant plusieurs étangs. Le ruisseau se jette dans un petit lac à environ 535 mètres d'altitude (55° 25′ 57″ N, 63° 37′ 43″ O). Le cours d'eau prend une direction nord-ouest en traversant plusieurs lacs. Le ruisseau prend de l'importance et tourne vers le nord-est à environ 500 mètres d'altitude (55° 29′ 08″ N, 63° 43′ 47″ O). Le ruisseau suit alors une faille rectiligne sur plus de 21 km en drainant cinq lacs étroits mais de plus en plus allongés. Le ruisseau reçoit à environ 475 mètres d'altitude en rive gauche un affluent venu du nord-ouest drainant un plateau lacustre (55° 29′ 08″ N, 63° 43′ 47″ O).
La petite rivière qui en résulte continue son parcours vers l'est au milieu du plateau lacustre reposant sur le sol imperméable du bouclier canadien avec des paysages nus et vallonnés (collines dépassant les 600 mètres d'altitude avec un point culminant du bassin à 673 mètres d'altitude (55° 27′ 42″ N, 63° 37′ 37″ O)) fortement marqués par l'érosion glaciaire avec de nombreux eskers.
Elle rejoint après un peu moins de 4 km un vaste lac à environ 470 mètres d'altitude (55° 36′ 45″ N, 63° 25′ 06″ O) qui s'allonge vers l'est puis le sud. La rivière sord à l'extrémité sud-est et rejoint après environ 4 km un lac encore plus vaste à environ 445 mètres d'altitude (55° 35′ 36″ N, 63° 18′ 08″ O) pour ressortir à extrémité est et se déverser dans un vaste lac situé à la même altitude au sud (55° 35′ 23″ N, 63° 13′ 34″ O) recevant une petite rivière relativement abondante venue du sud-ouest (55° 34′ 13″ N, 63° 15′ 22″ O) et relié à plusieurs lacs situés à l'est. Le réseau de lacs est issu de l'intense érosion glaciaire et bordés au sud par un très long esker se déroulant d'ouest en est, captant plusieurs petites rivières dont la plus abondante vient du sud en traversant l'esker (55° 36′ 05″ N, 62° 54′ 36″ O).
La rivière Notakwanon débute officiellement après un parcours largement lacustre d'environ 87 km à la sortie du réseau de lacs à environ 435 mètres d'altitude (55° 37′ 28″ N, 62° 52′ 39″ O) marquée par de courts rapides. La modeste rivière sort progressivement du plateau lacustre par une série de rapides en direction du nord-est sur environ 7 km avant de recevoir à environ 415 mètres d'altitude un affluent notable en rive gauche venu du nord-ouest et drainant un large plateau lacustre (55° 39′ 13″ N, 62° 47′ 33″ O). La rivière gagne en abondance et poursuit son chemin vers l'est à travers plusieurs lacs sur environ 4 km.
Elle sort du plateau lacustre à environ 410 mètres d'altitude (55° 39′ 51″ N, 62° 43′ 54″ O) pour s'engager vers le sud-est sur environ 4 km dans une vallée encaissée avec un parcours entrecoupé de rapides avec des chutes d'eau infranchissables amont (55° 39′ 35″ N, 62° 42′ 04″ O à environ 365 mètres d'altitude) et aval (55° 39′ 16″ N, 62° 40′ 54″ O à environ 330 mètres d'altitude). La rivière s'oriente ensuite vers le nord-est sur environ 6 km, puis s'oriente vers le nord en recevant un affluent en rive droite à environ 280 mètres d'altitude (55° 41′ 02″ N, 62° 36′ 02″ O) drainant d'importants lacs au sud et marqué par des chutes d'eau infranchissables dans sa partie aval (55° 40′ 32″ N, 62° 35′ 42″ O).
La rivière Notakwanon se taille un chemin dans le plateau vallonné, contournant les collines nues, la végétation étant présente dans les vallons. La rivière coule vers le nord sur environ 28 km dans une vallée encaissée entrecoupée de rapides. Elle effectue un coude bref mais brusque (55° 44′ 52″ N, 62° 34′ 01″ O) à l'entrée d'une paléovallée glaciaire rejoignant le cours actif plus en aval au nord-est, recevant de modestes affluents sur des deux rives. La vallée glaciaire s'élargit et la rivière s'étale en formant plusieurs bras créés par la sédimentation, avant de tourner vers l'est en recevant à environ 110 mètres d'altitude un affluent relativement abondant venu de l'ouest non loin du lac Mistastin (55° 52′ 40″ N, 62° 36′ 09″ O).
La rivière gagne en débit et forme de nombreux bras dans une vallée glaciaire comblée par les sédiments encadrée par d'abruptes falaises avec de hautes collines culminant à plus de 600 mètres d'altitude de part et d'autre, puis rejoint après environ 12 km à environ 105 mètres d'altitude le lac Nutakuanan-natuashu progressivement comblé par les apports sédimentaires (55° 52′ 09″ N, 62° 24′ 28″ O).
La rivière s'encaisse ensuite dans un paysage rocheux toujours vers l'est sur environ 17 km avant de brusquement tourner vers le nord à environ 75 mètres d'altitude (55° 52′ 25″ N, 62° 06′ 10″ O) en sortant de la paléovallée glaciaire qui se poursuit vers l'est en direction de Natuashish. La rivière creuse des gorges sur environ 4 km avant de reprendre à environ 50 mètres d'altitude le cours d'une vallée glaciaire parallèle en direction de l'est tout en recevant le modeste affluent de la vallée venu de l'ouest (55° 54′ 15″ N, 62° 07′ 16″ O).
La rivière s'oriente ensuite vers le nord-est en formant des méandres et des bras-morts en devenant un large cours d'eau dans une large vallée boisée avec des rapides dans un large coude (55° 57′ 17″ N, 61° 59′ 16″ O) au milieu de hautes collines nues.
La rivière Notakwanon reçoit en rive gauche au milieu d'une plaine très boisée son principal affluent, une longue et abondante rivière venue de l'ouest (55° 58′ 57″ N, 61° 57′ 52″ O) prenant sa source (55° 59′ 15″ N, 62° 59′ 56″ O) à moins d'1 km de la rivière Mistastin.
La rivière gagne en débit et s'étale dans large lit avec un faible courant en se dirigeant vers l'est, formant de large bancs de sable et de gravier dans sa partie terminale avec un cours large et assez lent marqué par de plusieurs méandres. Après environ 37 km, le cours principal reçoit à moins de 5 mètres d'altitude la Kapikuanipanut shipiss un modeste affluent en rive gauche (56° 01′ 25″ N, 61° 32′ 02″ O) drainant plusieurs lacs dont les lacs Mikuashai-nipi, Kapikuanipanut natuashu et Kamishikamat natuashu.
La rivière Notakwanon rejoint l'estuaire à l'entrée de la longue et étroite baie ouvrant sur la mer du Labrador après environ 1 km (56° 01′ 28″ N, 61° 30′ 59″ O). Les apports sédimentaires sont toutefois suffisamment importants pour progressivement combler le fond de la baie, ayant fait avancer le cours principal d'environ 7 km avec une embouchure désormais dans la baie à marée basse (56° 01′ 12″ N, 61° 24′ 16″ O).

## Cascades
Le cours de la rivière Notakwanon est entrecoupé par plusieurs cascades.
La cascade au km 130,4 (55° 02′ 19″ N, 60° 41′ 47″ O) haute de 9,2 m forme un obstacle insurmontable pour les poissons migrateurs en raison d'une chute complète.

## Hydrologie
La rivière Notakwanon draine une superficie de 4 999 km2 avec 78 affluents d'une longueur totale de 1 895 km enregistrés. Le débit moyen de la rivière n'a pas été mesuré. Les débits mensuels les plus élevés se produisent généralement pendant la fonte des neiges en juin.
Le bassin de la rivière Notakwanon est bordée au nord par celui de la rivière Kogaluk et au sud par celui de la rivière Adlatok.

## Faune piscicole
Le système hydrographique de la rivière Notakwanon abrite différentes espèces de poissons. Des informations parcellaires sont disponibles sur les poissons présents dans la rivière. Des observations d'ombles chevalier ont été signalées. Le saumon atlantique et l'omble de fontaine sont probablement également présents. La rivière aurait une capacité piscicole comparable à la rivière Paradise dans le sud du Labrador.

## Flore
La végétation à l'intérieur du bassin versant de la rivière Notakwanon se compose de lichens et d'arbustes alternant avec une population clairsemée de résineux présent dans les vallées. 

## Activités humaines
La rivière Notakwanon se trouve dans le nord du Labrador, une zone très isolée totalement inhabitée appartenant au Nitassinan, terre ancestrale des Innus.
La côte fait également partie du Nitassinan avec la présence de la communauté innue de Natuashish à environ 20 km au sud-est de l'embouchure. Le Nunatsiavut, territoire autonome géré par les Inuits, se trouve au nord et au sud du secteur.
La rivière peut être descendue en canoë, avec la présence de plusieurs portages.